# August Bernhardt
August Peter Bernhardt (* 28. September 1831 in Sobernheim; † 14. Juni 1879 in Hann. Münden) war preußischer Oberforstmeister und Direktor der Königlich Preußischen Forstakademie Hann. Münden (1878–1879).

## Leben
Bernhardt absolvierte ein Studium der Rechts- sowie Kameralwissenschaft in Berlin und studierte anschließend an der Königlich Preußischen Forstakademie in Eberswalde. 1864 wurde er als Oberförster in Hilchenbach, Westfalen angestellt und im Jahr 1871 als Dirigent der Forstlichen Versuchsabteilung sowie Dozent für Forstgeschichte und -statistik nach an die Forstakademie Eberswalde berufen. Bernhardt ernannte man 1872 zum Forstmeister und 1875 zum Regierungsrat.
Nach seiner Wahl in das Preußische Abgeordnetenhaus, dem er von 1873 bis 1878 angehörte, wirkte er maßgebend an der Forstgesetzgebung in Preußen mit.

## Werke
- Die Haubergswirtschaft im Kreise Siegen, 1867.
- Die Waldwirtschaft und der Waldschutz mit bessere Rücksicht auf die Waldschutzgesetzgebung in Preußen, 1869.
- Über die historische Entwicklung der Waldwirtschaft und Forstwissenschaft in Deutschland, Antrittsvorlesung, 1871.
- Die forstlichen Verhältnisse von Deutsch-Lothringen und die Organisation der Forstverwaltung im Reichslande, 1871.
- Forststatistik Deutschlands. Ein Leitfaden zum akademischen Gebrauche, 1872.
- Geschichte des Waldeigenthums, der Waldwirthschaft und Forstwissenschaft in Deutschland
  - Erster Band: Von den ältesten Zeiten bis zum Jahre 1750; Berlin 1872
  - Zweiter Band: 1750 bis 1820; Berlin 1874
  - Dritter Band: 1820 bis 1860; Berlin 1875
- Begründer der Chronik des deutschen Forstwesens, 4 Jgg., 1873–1878.
- Eichenschälwald-Katechismus: Gemeinfassliche Anleitung zur Anlage, Pflege und Nutzung der Eichenschälwaldungen, 1877.
- Die preußische Forst- und Jagdgesetze mit Erläuterungen, 1878.
- Die Waldbeschädigungen durch Sturm und Schneebruch in den deutschen Forsten während der zehn Jahre 1868–1877, 1879. (Online)